# Sanjō Sanetomi
El Príncipe Sanjō Sanetomi (三条 実美?  Kioto, 13 de marzo de 1837 - 28 de febrero de 1891) fue un kuge  (noble de la Corte Imperial de Kioto) y estadista japonés durante la Restauración Meiji. Ocupó cargos de alto rango en el gobierno Meiji.
Fue hijo del Naidaijin Sanjō Sanetsumu. Tuvo importantes puestos en la Corte y se convirtió en la figura central del movimiento xenofóbico y antishogunal sonnō jōi (“Reverenciar al Emperador, expulsar al bárbaro”).
Con el golpe de Estado del 30 de septiembre de 1853, las facciones moderadas de Aizu y Satsuma tomaron el poder de la Corte y Sanetomi huyó a Chōshū. Regresó a Kioto después de la renuncia del Shōgun Tokugawa Yoshinobu y del desmantelamiento del Shogunato Tokugawa en 1867.
Las primeras oficinas administrativas (Sanshoku) del gobierno Meiji fueron establecidas el 3 de enero de 1868: el Sōsai (Presidente), Gijō (Administración) y San'yo (Oficina de Consejeros). Estas oficinas fueron abolidas el 11 de junio del mismo año, con el establecimiento del Daijō-kan  (Gran Consejo de Estado). En el nuevo gobierno Meiji, Sanetomi fue jefe del Gijō,  Udaijin  (Ministro de la Derecha, 11 de junio de 1868 – 15 de agosto de 1871), y Daijō Daijin  (Canciller del Reino, 15 de agosto de 1871 - 22 de diciembre de 1885).
Fue condecorado con el Gran Cordón de la Suprema Orden del Crisantemo en 1882. El 7 de julio de 1884, fue elevado al título de kōshaku (príncipe) bajo el sistema de nobleza japonés (kazoku ).
Trabajó hasta la abolición del sistema Daijō-kan a finales de 1885. Cuando se estableció el sistema de Gabinete, se convirtió en Señor Guardián del Sello Privado de Japón, y en 1889, cuando Kuroda Kiyotaka y su gabinete renunciaron en masa, el asumió como primer ministro interino.